# Argentipallium blandowskianum
Argentipallium blandowskianum là một loài thực vật có hoa trong họ Cúc. Loài này được (Steetz ex Sond.) Paul G.Wilson mô tả khoa học đầu tiên năm 1992.